# Логиновская (Шеговарское сельское поселение)
Логиновская — деревня в Шенкурском районе Архангельской области. Входит в состав муниципального образования «Шеговарское».

## География
Деревня расположена в южной части Архангельской области, в таёжной зоне, в пределах северной части Русской равнины, в 39 километрах на север от города Шенкурска, на левом берегу реки Вага. Ближайшие населённые пункты: на юге деревни Пищагинская и Песенец, на севере деревни Литвиновская и Абакумовская.
Часовой пояс
Логиновская, как и вся Архангельская область, находится в часовой зоне МСК (московское время). Смещение применяемого времени относительно UTC составляет +3:00.

## Население
| 2002 | 2010 | 2012 |
| ---- | ---- | ---- |
| 11   | ↘9   | ↘5   |

## История
Указана в «Списке населённых мест Архангельской губернии на 1 мая 1922 года» в составе Литвиновского сельского общества Шеговарской волости Шенкурского уезда. Насчитывала  10 дворов, 34 жителя мужского пола и 24 женского.